# کوه تیگالالو
کوه تیگالالو (به لاتین: Mount Tigalalu) یک آتشفشان چینه‌ای و کوه در اندونزی است که در Halmahera, Indonesia واقع شده‌است. کوه تیگالالو ۴۲۲ متر بالاتر از سطح دریا واقع شده‌است.